# Dindon noir de Sologne
Le dindon noir de Sologne, noir de Sologne, dindon de Sologne ou solognot est une race de dindon française.

## Description
C'est une race  à faible effectif, originaire et principalement élevée dans la région éponyme ; de taille moyenne au plumage noir et aux pattes noir bleuté. Le dindon noir de Normandie et le dindon de Norfolk sont des variétés issues du noir de Sologne. C'est une race rustique particulièrement réputée autant pour la ponte que pour sa chair,.

« Le Dindon noir de Sologne a une tête forte, large, bien garnie de caroncules, le bec fort, recourbé, les yeux brillants, le cou long, le crin long et bien fourni, la poitrine large, les ailes puissantes, la queue bien fournie, les cuisses épaisses, les tarses longs, les doigts droits et forts.
La tête, d'un rouge vif, se change en blanc bleuté lorsque l'animal fait la roue ou est en colère.
Le bec est noir à la base, de couleur corne au bout, les yeux sont foncés, le plumage est entièrement noir avec des reflets cuivrés »

.

## Reproduction
La dinde de race « noir de Sologne » est reconnue comme bonne pondeuse et bonne couveuse. Elle peut couver en moyenne 15 de ses propres œufs ; il est possible de lui donner à couver des œufs d'autres races :
- 25 à 30 œufs de poule
- 20 à 25 œufs de canne
- 15 à 18 œufs d'oie